# Нур (Самарская область)
Нур — поселок в Волжском районе Самарской области в составе сельского поселения Чёрновский.

## География
Находится на расстоянии примерно 8 километров по прямой на восток-юго-восток от центра сельсовета поселка Чёрновский.

## История
Основан в период 1906—1913 годов.

## Население
Постоянное население составляло 34 человека (русские 53 %, татары 44 %) в 2002 году, 15 в 2010 году.